# بوفالو (شهرستان بوفالو، ویسکانسین)
بوفالو (به انگلیسی: Buffalo) یک منطقهٔ مسکونی در ایالات متحده آمریکا است که در شهرستان بوفالو، ویسکانسین واقع شده‌است. بوفالو ۸۸٫۵ کیلومتر مربع مساحت و ۷۰۵ نفر جمعیت دارد و ۳۴۰ متر بالاتر از سطح دریا واقع شده‌است.